# Le Maître du Jugement dernier
Le Maître du Jugement dernier (titre original : Der Meister des Jüngsten Tages) est un roman de Leo Perutz paru en 1923.

## Présentation
Le baron von Yosh, qui est le narrateur de l'histoire, est invité chez l'acteur Eugen Bischoff avec quelques autres amis de la haute société viennoise. Durant cette soirée, l'acteur meurt, un revolver à la main, avec la pipe de von Yosh dans la pièce dans laquelle il s'était enfermé.
Après que le soupçon se soit porté sur von Yosh, qui a lui-même du mal à reconstituer le déroulement des faits, et qui est resté amoureux de la femme d'Eugen Bischoff dont il était l'amant avant son mariage, le groupe de quatre hommes se lance à la recherche d'indices. C'est surtout une corrélation entre une série de suicides qui les poussent à envisager une sorte de malédiction ou de vision terrible poussant les victimes au suicide. Il y a deux artistes dont Bischoff racontait l'étrange suicide le soir même de sa mort, puis Bischoff lui-même, puis la pharmacienne de Bischoff, et enfin un des enquêteurs improvisés. Le narrateur lui-même comprend que tous ces personnages ont fumé une drogue d'une puissance démoniaque exposée dans une recette manuscrite en italien que tous auraient déchiffrée et réalisée. Pour en avoir le cœur net, il retourne sur la scène du suicide de Bischoff et fume le contenu de sa pipe. Il échappe de peu à la mort grâce à l'intervention de ses amis.
Les dernières pages, une postface fictive du détenteur du manuscrit de von Yosh, mort entretemps au début de la Première Guerre mondiale, renversent la perspective du roman en indiquant que c'est la justification maniaque d'un homme qui voulait maquiller sa responsabilité dans la mort de son rival Bischoff. Le baron von Yosh était donc un narrateur non fiable.

## Éditions françaises
- Zulma, 2014.